# Opišňa
Opišňa (ukrajinsky Опішня, rusky Опошня – Opošňa) je sídlo městského typu v Poltavské oblasti na Ukrajině. Leží na pravém břehu Vorskly a má zhruba šest tisíc obyvatel.
Tradičním řemeslem je zde hrnčířství.